# Isle of Mists
Isle of Mists är en ö i Kanada.   Den ligger i territoriet Nunavut, i den norra delen av landet, 3 600 km norr om huvudstaden Ottawa. Arean är 2,2 kvadratkilometer.
Terrängen på Isle of Mists är platt. Öns högsta punkt är 66 meter över havet. Den sträcker sig 2,2 kilometer i nord-sydlig riktning, och 1,2 kilometer i öst-västlig riktning.
Trakten runt Isle of Mists är permanent täckt av is och snö.